# El Pinacate y Gran Desierto de Altar

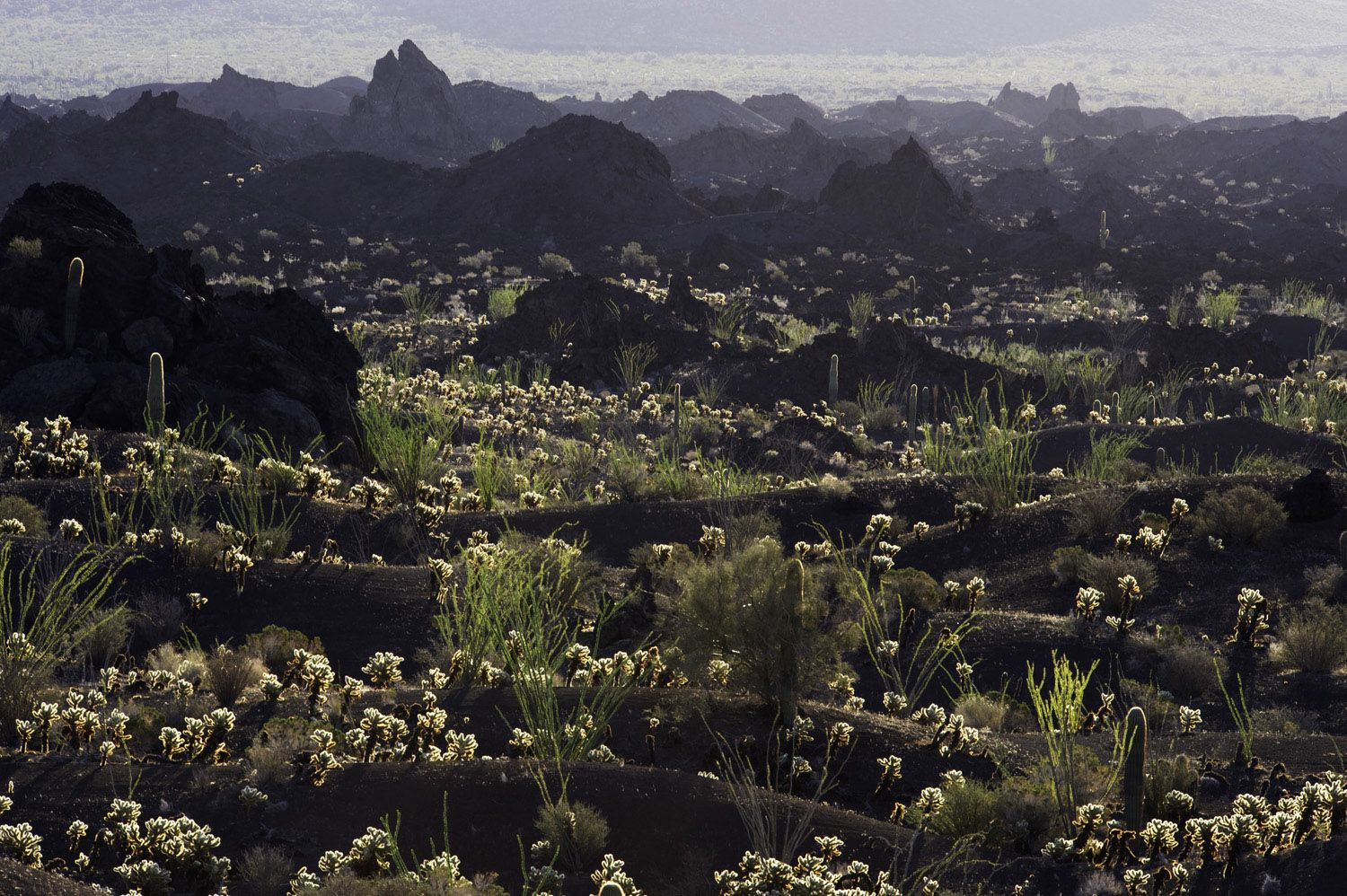
Pinacatevulkaner med Cylindropuntia bigelovii, ocotillo, saguaro, och jerusalemstörne. Foto av Jack Dykinga.

El Pinacate y Gran Desierto de Altar (spanska: Reserva de la Biosfera El Pinacate y Gran Desierto de Altar), är ett biosfärområde och världsarv som sköts av Secretaría del Medio Ambiente y Recursos Naturales (SEMARNAT) i samverkan med delstatsregeringen i Sonora och Tohono O'odham. Den ligger i Sonoraöknen i Nordvästra Mexico, öster om Californiaviken, i östra delen av Gran Desierto de Altar, alldeles söder om gränsen till Arizona, USA och norr om staden Puerto Peñasco. Platsen är en av de tydligaste landformerna i Nordamerika som kan ses från rymden. Ett vylkansystem, känt som Santa Clara utgör huvuddelen av landskapet, och har tre toppar; Pinacate, Carnegie och Medio. I området finns över 540 växtarter, 40 däggsjursarter, 200 fågelarter och 40 reptilarter, men också groddjur och sötvattensfiskar. Det finns hotade endemiska arter såsom gaffelantilop, tjockhornsfår, gilaödla och Morafkais ökengoffersköldpadda.
Biosfärområdets utsträckning är  7 146 km²,, större än delstaterna  Aguascalientes, Colima, Morelos och Tlaxcala var för sig.

## Formation
El Pinacate y Gran Desierto de Altar är känd för sina unika fysiska och biologiska kännetecken, av närvaron av vulkansköldar, och av stora området med aktiva dynor som omger detta samt koncentrationen av Maar-kratrar. Bergsryggen Pinacate har orogenesiska kännemärken av stort intresse för dess abrupta konformation, en produkt av vulkaniska utbrott, som samlat lava till kompakta berg, sand och vulkanisk aska som bilad vackra färger och kratrar såsom El Elegante, Cerro Colorado, MacDougal och Sykes.
Picos del Pinacate (Pinacatetopparna) är en grupp vulkantoppar och vulkaniska slaggkoner som ligger norr om rekreationscentret i Puerto Peñasco. De högsta toppen är Cerro del Pinacate (även kallad vulkanen Santa Clara), med en höjd av 1 190 meter. Pinacate kommer från ordet pinacatl på náhuatl, vilket betyder endemisk ökenskalbagge.
Vulkanerna har fått utbrott sporadiskt under cirka 4 miljoner år. Den senaste aktiviteten var för omkring 11 000 år sedan. Från 1965 till 1970 skickade NASA astronauter dit för att träna inför kommande månexkursioner för sina likheter med månlandskapet.

## Historia

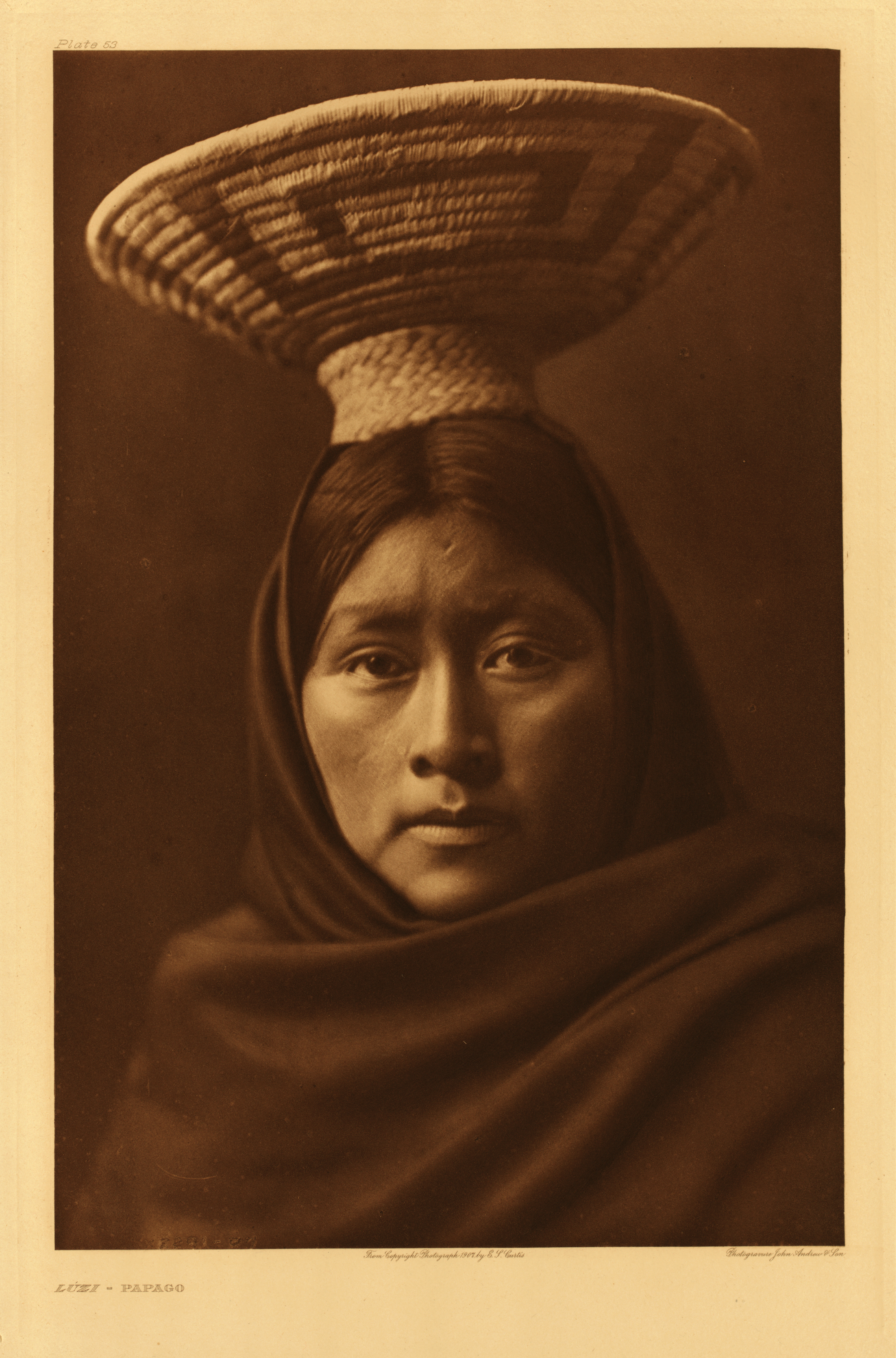
Tohono O'odham-kvinna. Foto av Edward S. Curtis, omkring 1907.

### Förkolonial era
Första folket som bodde i område är kända som San Dieguitofolket, de var jägare-samlare som levde levda på vad marken gav dem och flyttade in från bergen ner mot Californiaviken för att söka föda. En tidiga bosättningsperiod verkar ha tagit slutat i början av istiden för cirka 20 000 år sedan, då torka tvingade folk att lämna bergsområdena.
Ett andra bosättningssteg av San Dieguitofolket började under senglaciala eran. Denna grupp återvände till bergen och levde som deras förfäder hade gjort. Tinajor, små bergshålor fyllda med vatten, var en trygg vattenkälla under denna tid. Den andra perioden slutade med ankomsten av en antipyretic period 9000 years ago, which again forced the people to leave the territory.
De senaste folket i Pinacate och Gran Desierto de Altar är Pinacateñodelen av Hia C-ed O'odham. Liksom den förhistoriska San Dieguito-kulturen, rörde sig Pinacateños hela vägen ner till havet i sitt sökande efter föda, med en koncentration av deras läger nära vattenhålor. Under dessa färder, lämnade de spår av sin närvaro; ett exempel på detta är nätverket av stigar som går mellan hålorna, liksom stenverktygen och keramikskärvor som hittas nära dessa vattenkällor.

### Upptäckare
Det finns få uppgifter om vilka som var de första upptäckarna i området. Kanske var den första vita mannen att se berget, nu känt som Sierra Pinacate, upptäckaren Melchior Díaz år 1540. Senare, 1698, besökte prästen Eusebio Kino, grundare till Mission San Xavier del Bac i södra Tucson, Arizona, platsen och återvände flera gånger. Han och hans grupp klättrade till toppen av El Pinacate, som av dessa fick namnet Santa Clara.
Före 1956, hade få forskare varit i El Pinacate y Gran Desierto de Altar, den mest kända, gruppen MacDougal, Hornaday and Sykes utforskade västra delen av berget 1907.